# Łazarz z Kioto
Łazarz z Kioto (ur. w Kioto; zm. 29 września 1637 na wzgórzu Nishizaka w Nagasaki w Japonii) – święty Kościoła katolickiego, japoński męczennik.

## Życiorys
Urodził się w Kioto, data jego narodzin jest nieznana. Zachorował na trąd. W Japonii przed 1614 r., kiedy to zaczęły się prześladowania chrześcijan na dużą skalę, było wiele szpitali dla chorych na trąd prowadzonych przez misjonarzy jezuitów i franciszkanów. Część pacjentów tych szpitali, pod wpływem nauczania i przykładu życia zakonników, nawracała się na katolicyzm. Do takich osób należał również trędowaty Łazarz z Kioto. Władze Japonii chcąc wytępić w swoim kraju chrześcijaństwo nie tylko wydały dekret wypędzający z kraju misjonarzy, ale nakazały również chorym na trąd chrześcijanom porzucenie wiary, w zamian za co obiecywano im opiekę na koszt cesarza, natomiast w przeciwnym przypadku chorzy ci mieli zostać wygnani za granicę. Mimo to wielu trędowatych pozostało wiernych chrześcijaństwu. W maju 1632 r. zaczęto wykonywać ten przepis. W portach Osaki i Sakai zgromadzono 130 trędowatych, których załadowano na statki i wysłano do Manili jako akt zemsty skierowany przeciwko Hiszpanii za misjonarzy, którzy przynieśli chrześcijaństwo do Japonii. Władze w Manili odniosły się życzliwie do przybyszów, których umieszczono w szpitalach, by otrzymali tam potrzebną pomoc. Łazarz, który opowiedział się za pozostaniem przy wierze chrześcijańskiej przybył na jednym z tych statków na Filipiny.
Będąc w szpitalu nawiązał kontakt z dominikanami. Zakon ten wysyłał misjonarzy do Japonii i Łazarz ofiarował się, że będzie im służył za przewodnika i tłumacza. Popłynął razem z misjonarzami dominikanami Antonim Gonzalezem, Wincentym Shiwozuka, Wilhelmem Courtet i Michałem de Aozaraza. Towarzyszył im ponadto (niejako przypadkowo) Wawrzyniec Ruiz. Przybyli na Okinawę w końcu czerwca 1636 r. W tym czasie w Japonii trwały prześladowania chrześcijan. Środki ostrożności, jakie podjęli przybysze okazały się niewystarczające i krótko po dotarciu do Japonii zostali on schwytani. Przez ponad rok byli uwięzieni na Okinawie, a 21 września 1637 r. razem z Antonim Gonzalezem i Wawrzyńcem Ruiz zabrano go do Nagasaki. Został poddany torturom, pod wpływem których powiedział, że wyrzeka się wiary, sędzia jednak nie chciał tego słuchać i kontynuowano męki. Po powrocie do celi zaczął żałować chwili słabości. Podczas następnych tortur już nie wyrzekł się wiary i w związku z tym został skazany na śmierć. Dnia 27 września 1637 r. został zabrany razem z innymi chrześcijanami na wzgórze Nishizaka w Nagasaki, gdzie zastosowano wobec niego tsurushi. Gdy 29 września 1637 r. wyciągnięto go z dołu, był już martwy. Jego ciało spalono, a popiół wrzucono do morza.
Został beatyfikowany przez Jana Pawła II 18 lutego 1981 r. w Manila na Filipinach w grupie Dominika Ibáñez de Erquicia i towarzyszy. Tę samą grupę męczenników kanonizował Jan Paweł II 18 października 1987 r.